# Exiliniscus chandravoli
Exiliniscus chandravoli is een pissebed uit de familie Nannoniscidae. De wetenschappelijke naam van de soort is voor het eerst geldig gepubliceerd in 2001 door George.